# 101-ша окрема бригада територіальної оборони (Україна)
101-ша окрема бригада територіальної оборони (101 ОБрТрО, в/ч А7029) — військове з'єднання Сил територіальної оборони України. Дислокується у Закарпатській області. Бригада перебуває у складі Регіонального управління Сил ТрО «Захід».
Була створена 30 січня 2018 році як кадроване з'єднання . Після російського повномасштабного вторгнення 2022 року відмобілізована.

## Історія
З 19 до 28 вересня 2019 р. на Закарпатті відбулися масштабні військові збори резервістів та військовозобов'язаних. Навчання проходитимуть в Ужгородському, Мукачівському, Іршавському, Виноградівському та Хустському районах. До навчань територіальної оборони було задіяно понад 2 000 закарпатців.
У грудні 2022 року бригада отримала з рук генерала Валерія Залужного бойовий прапор . 
Деякі з бійців проходили підготовку в Великій Британії .
У серпні 2024 стало відомо, що 72-й окремий батальйон бере участь Курській операції.

## Структура
- управління 101-ї ОБрТрО (Ужгород)[4]
- 212-й окремий батальйон територіальної оборони (Ужгород)
- 68-й окремий батальйон територіальної оборони (Ужгород)
- 69-й окремий батальйон територіальної оборони (Рахів)
- 70-й окремий батальйон територіальної оборони (Мукачево)
- 71-й окремий батальйон територіальної оборони (Тячів)
- 72-й окремий батальйон територіальної оборони (Хуст)
- 73-й окремий батальйон територіальної оборони (Берегове)[5]
- рота матеріально-технічного забезпечення
- вузол зв'язку
- зенітний взвод

## Командування
- полковник Нагайко Віктор Володимирович (2018—2019?)[6]
- полковник Заворотнюк Дмитро Миколайович (2022—до лютий 2024)[7]
- полковник Бережний Віталій Петрович (з лютий 2024—дотепер)[8]

## Втрати

### 2022
- 16 травня 2022 — Огієнко Юлія Ігорівна. 13 травня 1976, м. Івано-Франківськ. Старший лейтенант, військовий медик. Загинула під час обстрілу медчастини з «Градів» на Луганщині[9][10].
- 16 травня 2022 — Папп Олександр Васильович. м. Хуст. Лікар-хірург. Вступив разом з Юлією Огієнко в Хустську ТРО. Загинув під час обстрілу медчастини з «Градів» на Луганщині[9].
- 29 травня 2022 — Лазука Володимир Зіновійович, полковник. Загинув під час навчань у Черкаській області.
- 17 вересня 2022 — Толочко Артем. 1 липня 1986, м. Львів. Загинув під час боїв за Харківську область[11][12].
- 17 вересня 2022 — Попов Юрій Вадимович. 9 липня 1976, м. Львів. Загинув під час боїв за Харківську область[11].
- 17 вересня 2022 — Панченко Микола. 27 листопада 1983, м. Львів. Загинув під час боїв за Харківську область[11].

### 2023
- 12 січня 2023 — Настич Михайло. 22 жовтня 1994, м. Перечин. Загинув поблизу Кліщіївки Бахмутського району [13]
- 12 січня 2023 — Капальчик Денис. 12 січня 1988, с. Руські Комарівці. Загинув поблизу Кліщіївки Бахмутського району [14]
- 6 березня 2023 — сержант Молнар Артур Васильович 1987, м. Хуст. Загинув внаслідок мінометного обстрілу в районі м. Бахмут.
- 9 березня 2023 — старший сержант Дербак Леонід Іванович
- 21 квітня 2023 — Білець Андрій Юрійович. 1986, м. Мукачево. Загинув  внаслідок обстрілу з артилерії в районі міста Бахмут [15][16]
- 25 квітня 2023 — Грабар Олександр Шоні. 52 роки, м. Ужгород. Помер від множинних осколкових поранень у лікарні
- 11 травня 2023 — Тягій Сергій Васильович. 15 січня 1979, м. Феодосія, АР Крим. Загинув з побратимами на Бахмутському напрямку [17][18].
- 11 травня 2023 — Гутай Іван Іванович («Баракуда»). 25 грудня 1990, м. Ужгород. Воював в АТО у 2014 році. Загинув з побратимами на Бахмутському напрямку [17][18].
- 11 травня 2023 — Ходанич (Гичка) Богдан Антонович. 30 березня 1970, м. Ужгород. Загинув з побратимами на Бахмутському напрямку [17][18].
- 11 травня 2023 — Буртин Василь. 10 травня 1992, селище Великий Березний, Закарпаття. Служив у 68-му окремому батальйоні. Загинув з побратимами на Бахмутському напрямку [17][18].
- 11 травня 2023 — Мешко Валентин. 24 вересня 1997, с. Тур'ї Ремети, Закарпаття. Служив у 68-му окремому батальйоні. Загинув з побратимами на Бахмутському напрямку [18].
- 11 травня 2023 — Пилипів Едуард. Харківська область. Служив у 68-му окремому батальйоні. Загинув з побратимами на Бахмутському напрямку [18].
- 11 травня 2023 — Кусик Віталій. м. Київ. Служив у 68-му окремому батальйоні. Загинув з побратимами на Бахмутському напрямку [18].
- 29 травня 2023 — Гаваші Дмитро Олегович. 1982, м. Мукачево. Колишній голова Мукачівського історичного музею. Син очільника у 2005—2010 роках Закарпатської ОДА. Загинув на Куп'янському напрямку[19]
- 1 червня 2023 — Штил Ерік Владиславович. 2 лютого 1998, м. Ужгород [20]
- 2 червня 2023 — Горонді Едуард Олександрович. 9 лютого 1992, м. Мукачево [21]
- 20 липня; молодший сержант Волощук Сергій Сергійович
- 18 серпня 2023 — Зелінський Володимир. 51 рік, м. Чернівці [22].
- 25 серпня 2023 — Бровчук Микола Степанович. Сержант, командир стрілецького відділення стрілецького взводу [23].
- 17 жовтня 2023 — Щербей Іван Васильович. 1980 , селище Жденієво. 72-й окремий батальйон. Загинув в районі населеного пункту Шалигіне Сумської області [24][25].
- 17 жовтня 2023 —  Сушков Олександр. 72-й окремий батальйон [25]
- 17 жовтня 2023 — Желізняк Ярослав. 72-й окремий батальйон [25]
- 17 жовтня 2023 — Бабанін Сергій. 72-й окремий батальйон [25]

### 2024
- 27 лютого 2024 — Чубенко Тетяна [26]
- 8 серпня 2024 — Подолей Павло Іванович. 10 липня 1984, м. Мукачево [27]